# Александър Добрев (шахматист)
Александър Добрев е български национален шахматист с увреден слух, участник в първенствата организирани от Международния комитет за тих шах (МКТШ).

## Международни участия
Най-доброто представяне на Александър Добрев е 6-ото отборно място на Европейската клубна купа, 2009 г., проведена в Германия.